# Campochiaro
Campochiaro è un comune italiano di 569 abitanti della provincia di Campobasso in Molise.

## Geografia fisica
Il centro abitato sorge alle falde del massiccio del Matese. Il territorio comunale, situato presso le sorgenti del fiume Biferno, è attraversato da un'antica via della transumanza, il tratturo Pescasseroli-Candela.

## Storia

### Simboli
Lo stemma raffigura i tre monti a ridosso dell'abitato, detti "Torrette" per la presenza di altrettante torri di guardia in età sannita, sovrastati da un sole raggiante. Il gonfalone è un drappo partito di azzurro e di giallo.

## Monumenti e luoghi d'interesse

### Architetture religiose

#### Chiesa di Santa Maria delle Grazie
La chiesa più interessante: fu restaurata nel XVII secolo con forme barocche. La facciata è un esempio dell'arte napoletana con il settore principale decorato da pietra, e il lato della sommità ricco di decorazioni e riccioli (al centro in una nicchia la statua della Madonna). Il campanile è una piccola torretta. L'interno è a tre navate.

### Architetture militari

#### Torretta medievale
La torretta angioina (XIII secolo) si presume appartenente al X secolo. In origine era la torre più alta di una roccaforte medievale, con cinta muraria. Oggi la torre, restaurata, è visitabile.
Ha pianta longobarda circolare con una finestra oblò.

### Architetture civili

#### Fontana urbica
Ricostruita dopo il terremoto del 1805, è un porticato rosso in pietra con sei colonne.

### Aree naturali

#### Oasi WWF
Nel 1997 grazie ad una collaborazione stipulata tra l'allora amministrazione comunale e il WWF Italia, è stata costituita l'Oasi WWF di Guardiaregia, successivamente ampliata inglobando anche il territorio di Campochiaro grazie al quale ha raggiunto 2 187 ettari, risultando così la seconda oasi più grande d'Italia per estensione.

## Società

### Evoluzione demografica
Abitanti censiti

## Amministrazione
Di seguito è presentata una tabella relativa alle amministrazioni che si sono succedute in questo comune.
| Periodo          | Periodo          | Primo cittadino         | Partito                   | Carica               | Note  |
| ---------------- | ---------------- | ----------------------- | ------------------------- | -------------------- | ----- |
| 21 giugno 1988   | 5 novembre 1991  | Nicola Mucciardi        | Democrazia Cristiana      | Sindaco              | [ 5 ] |
| 5 novembre 1991  | 29 giugno 1992   | Maria Tirone            |                           | Comm. straordinario  | [ 5 ] |
| 29 giugno 1992   | 20 gennaio 1995  | Luigi Rocco Sbarra      | Democrazia Cristiana      | Sindaco              | [ 5 ] |
| 20 gennaio 1995  | 24 aprile 1995   | Patrizia Perrino        |                           | Comm. pref.          | [ 5 ] |
| 24 aprile 1995   | 14 giugno 1999   | Nicola Mucciardi        | Partito Popolare Italiano | Sindaco              | [ 5 ] |
| 14 giugno 1999   | 6 maggio 2003    | Antonio Mucciardi       | lista civica              | Sindaco              | [ 5 ] |
| 6 maggio 2003    | 14 giugno 2004   | Cristina Marzano        |                           | Comm. straordinario  | [ 5 ] |
| 14 giugno 2004   | 8 giugno 2009    | Giuseppe Corvo          | lista civica              | Sindaco              | [ 5 ] |
| 8 giugno 2009    | 31 dicembre 2010 | Giuseppe Corvo          | lista civica              | Sindaco              | [ 5 ] |
| 31 dicembre 2010 | 17 maggio 2011   | Nicolino Bonanni        |                           | Comm. pref.          | [ 5 ] |
| 4 giugno 2011    | 29 gennaio 2018  | Antonio Carlone         | Rinascita                 | Sindaco              | [ 5 ] |
| 29 gennaio 2018  | 11 giugno 2018   | Maria Karin Della Penta | Rinascita                 | Vicesindaco reggente |       |
| 11 giugno 2018   | 14 maggio 2023   | Simona Valente          | Tradizione e futuro       | Sindaco              | [ 5 ] |
| 14 maggio 2023   | in carica        | Simona Valente          | Tradizione e futuro       | Sindaco              | [ 5 ] |